# Ulcot
Ulcot foi uma comuna francesa na região administrativa da Nova Aquitânia, no departamento de Deux-Sèvres. Estendia-se por uma área de 6,62 km². Em 2010 a comuna tinha 58 habitantes (densidade: 8,8 hab./km²).
Em 1 de janeiro de 2016, passou a formar parte da comuna de Argentonnay.